# 이수정 (1842년)
이수정(李樹廷, 1842년 ~ 1886년)은 조선 말기의 개신교 신자이자 성서번역가이다. 임오군란때 명성황후의 공을 세워 왕실의 신임을 얻은 후 일본 방문의 기회를 잡았고 일본에 체류중인 1883년에 개종했다. 마가복음을 한글로 번역하여 일본을 경유한 후 조선에 입국하는 선교사들이 한글성경을 지니고 선교할 수 있게 하였다. 일본에 체류중이던 개신교 선교사 아펜젤러와 언더우드에게 한국어를 가르쳤고 유학생들과 개화파들에게 개신교 교리를 전하기도 했다.

## 일생
이수정은 1842년 전라남도 곡성군 옥과면(옥과현:옥과면,오산면, 입면, 겸면)에서 태어났으며, 민영익과 친분이 있었다. 1881년 이수정은 신사유람단의 수행원이었던 안종수의 이야기에 힘입어 일본에 갈 것을 꿈꾸게 된다. 얼마 뒤 임오군란이 일어났을 때, 이수정은 농부로 변장하여 명성황후를 지게에 거름이 나가는 것처럼 꾸며 궁궐에서 빠져나와 광나루를 건너 충주까지 무사히 피신시켰다. 그는 이 업적으로 왕실의 신임을 얻게 되었고, 여기에 힘입어 1882년 10월 고종의 허락 하에 비수행원으로 신사유람단과 함께 일본으로 건너가 문물 탐방과 자유로운 학술 연구를 할 기회를 갖게 된다.
귀국 후 그와 함께 일본에 다녀온 안종수(安宗洙)를 만나게 되고, 안종수가 일본 방문시에 만났던 츠다센(津田仙)을 소개한다.
이후 이수정은 다시 일본으로 건너갈 기회를 갖게 되는데, 동경제국대학에서 한국어를 가르칠 강사를 물색해 줄 것을 한국 정부에 요청해와, 이에 응모, 선발되었다. 일본에 도착한 이수정은 일본 농학박사이자 개신교 신자였던 츠다센(津田仙)을 만났고 그가 준 성서를 연구하는 과정에서 개신교로 개종하게 된다. 1883년 4월 29일 도쿄 소재의 로게츠쵸(霜月町)교회에서 조지 W. 녹스(George W. Knox) 목사와 야스카와 토오루(安川 亨) 목사에게 세례를 받고 정식 개신교인이 된다.
1883년 말 이수정은 미국 기독교인들에게 자신의 조국인 조선의 문물이 개방되고 있어 이전과 같이 기독교를 박해하지 못할 것이라는 상황을 알리고 조선에 오는 선교사를 돕겠다는 내용을 담은 편지를 보냄으로써 자신의 조국에 선교사를 보내줄 것을 미국 교회에 요청하였다. 이수정의 편지는 일반 기독교 주간지인 <The Illustrated Christian Week>의 1월호(1884년 1월 26일 발행)와 선교잡지 <Missionary Review>의 3월호에 게재되었고, 다른 잡지들이 이수정의 편지를 '마게도니아인의 부름'으로 지속적으로 소개하게 되었다. 미국 북장로교회 해외선교부는 이수정의 편지를 계기로 언더우드를 한국을 위한 선교사로 임명하게 된다.
이후 이수정은 성경의 자국어 번역이 선교 사업의 기본이라고 인식하고, 개신교 성경을 한국어로 번역하기 시작했다. 미국성서공회 총무 헨리 루미스(Henry Loomis)와 조지 W. 녹스(George W. Knox) 선교사가 이수정의 번역 사업을 도왔다. 1884년 미국성서공회의 자금 지원 아래 발간된 《현토한한신약전서(懸吐韓漢新約全書)》는 기존의 한문 성서에 한글로 토를 단 것이었다. 본격적인 한국어 번역본 중 최초로 나온 것은 《신약마가전복음서언해》였으며 1885년 2월에 요코하마에서 1천부가 인쇄되었다. 초기 개신교 선교사 아펜젤러, 언더우드는 일본 요코하마에 체류하던 이수정에게 한국어를 배웠으며, 미국에서 일본을 통해 한국에 입국하는 선교사들은 이수정의 한국어 번역본 성경을 가지고 선교 활동을 시작할 수 있었다.
그는 1885년 7월부터 도쿄의 조선인 유학생들을 모아 예배집례를 주관했으며, 이들 유학생들에게 일본의 선진 문물을 전수하였다. 그는 개화파의 핵심 인물들이었던 서재필, 김옥균, 홍영식, 서광범 등에게 개신교 교리를 전파했다.
갑신정변이 실패로 돌아간 뒤 그는 조선 조정과 김옥균의 미움을 양쪽에서 받게 되었으며, 특히 김옥균이 보낸 자객에 의해 죽음의 위협에 놓이기도 하였다. 1886년 귀국과 동시에 개화파를 적대시하던 당시 집권 세력에 의해 처형되었다.

## 참고 문헌
- 한국컴퓨터선교회. “KCM search-이수정:성경번역가”. 2008년 5월 20일에 확인함.
- 야후코리아. “야후 백과사전-이수정”. 2008년 5월 20일에 확인함.[깨진 링크(과거 내용 찾기)]